# Bodoș, Covasna
Bodoș (maghiară Bodos) este un sat ce aparține orașului Baraolt din județul Covasna, Transilvania, România. Se află în partea de vest a județului, în depresiunea Baraolt.